# Garelli Ciclone 50
Der Garelli Ciclone 50 ist ein Motorroller des italienischen Herstellers Garelli, der von 2006 bis 2009 produziert wurde. Das Modell wurde unter der Bezeichnung des früheren Mokicks „Ciclone“ neu aufgelegt, jedoch ist es eine eigenständige Entwicklung mit moderner Technik. Der Roller wurde in China gefertigt und über das italienische Werk von Garelli vertrieben. Das Nachfolgemodell war der Elektromotorroller Garelli Ciclone der 2018 erschien.